# Cataratas de Palacala

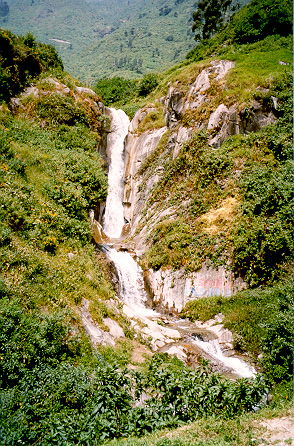
Cataratas de Palacala, 2850

Las Cataratas de Palacala (a 2850 m s. n. m.) son un conjunto de caídas de agua, ubicadas en la quebrada de Matala, en el distrito de San Jerónimo de Surco, provincia de Huarochirí, región Lima, en el Perú. Se encuentran a nueve kilómetros del pueblo de San Jerónimo (2032 m s. n. m.) y se accede a ellas a través de un empinado camino de herradura, que puede tomar entre dos y tres horas de recorrido. En el trayecto se puede observar una variedad de ganado, frutales y sembradíos de flores que luego son comercializadas en la ciudad de Lima.

## Descripción
Las cataratas tienen una altura aproximada de 12 metros. La ruta de San Jerónimo de Surco a las Cataratas de Palacala es una de las más populares entre los aficionados al excursionismo en Lima, por su nivel de dificultad y su peculiar paisaje.

## Otros atractivos cercanos
Una vez bajando se pueden visitar muy cerca las cascadas de Huanano y los restos arqueológicos de la misma denominación. En la ruta a Palacala está el anexo de Huaquicha, en este lugar se viene trabajando en un proyecto denominado Proyecto Educativo de Turismo Responsable (PRETUR). El proyecto se realiza con el apoyo de los padres de familia de la escuela rural del anexo, quienes han impulsado, gracias al apoyo de la agrupación cultural Inti Killa, diversas iniciativas que brindan al viajero mejores condiciones y servicios, como una zona de campamento, baños implementados con duchas, agua potable, juegos recreativos, energía solar, pachamanca, etc.
Además se organizan para desarrollar itinerarios de viaje donde las familias participan activamente.
Todos los fondos son destinados a un fondo escolar que financia el funcionamiento del comedor escolar y la mejora de las condiciones de la escuela.